# Misty Stone
Misty Stone (née le 26 mars 1986 à Inglewood, en Californie) est une actrice américaine de films pornographiques.

## Biographie
Misty Stone a commencé dans le monde de la pornographie en 2006 à l'âge de 20 ans. Elle est apparue dans plus de 300 films.
Elle est la Penthouse Pet de décembre 2014.

## Filmographie sélective
- 2006 : Holla Black Girlz 4
- 2007 : The Violation of Heather Gables
- 2008 : The Violation of Flower Tucci
- 2009 : Road Queen 9
- 2009 : Road Queen 12
- 2010 : Belladonna's Heavy Petting
- 2011 : Black Lesbian Romance
- 2012 : Meow! 2
- 2013 : Black Lesbian Strap On Dolls
- 2014 : Lesbian Beauties 11: All Black Beauties
- 2014 : Girls Kissing Girls 15
- 2014 : Sisters Of Anarchy
- 2015 : Keisha Loves Misty
- 2016 : Women Seeking Women 136
- 2017 : Filthy Rich Lesbians
- 2018 : Brown Bunnies 27

## Distinctions
Récompenses
- 2009 : CAVR Award - Hottie of the Year

Nominations
- 2009 : AVN Award nommée - Best All-Girl Group Sex Scene - The Violation of Flower Tucci
- 2010 : AVN Award nommée - Best Supporting Actress – Flight Attendants
- 2010 : AVN Award nommée - Best Oral Sex Scene – Flight Attendants
- 2010 : AVN Award nommée - Best All-Girl Couples Sex Scene – Pussy a Go Go!
- 2010 : AVN Award nommée - Female Performer of the Year
- 2011 : AVN Award nommée - Best Actress – A Love Triangle
- 2011 : AVN Award nommée - Best Couples Sex Scene – Awakening to Love
- 2011 : AVN Award nommée - Best Group Sex Scene – Speed
- 2011 : AVN Award nommée - Best Supporting Actress – Awakening to Love
- 2011 : AVN Award nommée - Female Performer of the Year
- 2011 : AVN Award nommée - Most Outrageous Sex Scene – This Ain't Avatar XXX 3D
- 2012 : XBIZ Award nommée - Female Performer of the Year
- 2013 : AVN Award nommée - Female Performer of the Year
- 2013 : AVN Award nommée Best Actress - Parody Release — Men in Black: A Hardcore Parody